# Приморское сельское поселение (Ростовская область)
Приморское сельское поселение — муниципальное образование в Неклиновском районе Ростовской области.
Административный центр — село Приморка.

## География
Приморское сельское поселение располагается на юге Неклиновского района Ростовской области.  Общая площадь муниципального образования составляет 25 квадратных километров.

## Описание
По состоянию на 1 января 2016 года численность в Приморском сельском поселении составляет 5253 человека. Сельские домовладения на 97% газифицированы. Площадь сельскохозяйственных угодий – пашни – составляет 1728 гектар. Работают медицинские учреждения, среди них 2 фельдшерско-акушерских пункта и 1 амбулатория. Также действует 4 образовательных учреждения – есть 2 школы и 2 садика.  В селе Приморка функционирует 1 дом культуры и 1 библиотека. На территории поселения есть 3 памятника Великой Отечественной войны. Работают 8 спортивных объектов: стадионы, спортивные залы, площадки и поля. В селе Приморка расположено культовое сооружение – храм Святых апостолов Петра и Павла.
На территории Приморского сельского поселения работают промышленные предприятия. Они занимаются разведением птицы, производством одежды, аксессуаров, неочищенных растительных масел, производством электроэнергии и строительных металлических конструкций.
15 апреля 2016 года муниципальное бюджетное общеобразовательное учреждение «Новоприморская основная общеобразовательная школа» отметила сорокалетие с момента начала работы. На протяжении 2016 года действовала программа «Благоустройство территории Приморского сельского поселения», которая относилась к освещению улиц, организаций мероприятия по благоустройству территории.

## Население
| 2010  | 2012  | 2013  | 2014  | 2015  | 2016  | 2017  |
| ----- | ----- | ----- | ----- | ----- | ----- | ----- |
| 5197  | ↗5236 | ↗5307 | ↗5325 | ↗5399 | ↗5408 | ↘5388 |
| 2018  | 2019  | 2020  | 2021  |       |       |       |
| ↘5335 | ↘5321 | ↗5327 | ↗5364 |       |       |       |

## Состав сельского поселения
| № | Населённый пункт | Тип населённого пункта       | Население |
| - | ---------------- | ---------------------------- | --------- |
| 1 | Морская          | станция                      | 508       |
| 2 | Новоприморский   | посёлок                      | 908       |
| 3 | Приморка         | село, административный центр | ↘3781     |